# Імени Карла Маркса (Калузька область)
Село Імени Карла Маркса (рос. Село Имени Карла Маркса) — село в Ізносковському районі Калузької області Російської Федерації.
Населення становить 0 осіб. Входить до складу муніципального утворення Село Льнозавод.

## Історія
Від 2004 року входить до складу муніципального утворення Село Льнозавод

## Населення
1. Н/Д[2]